# Маккери, Дэйв
Дэ́вид Ло́уренс Макке́ри (англ. David Lawrence McCary, род. 2 июля 1985, Сан-Диего, Калифорния, США) — американский комик, сценарист и режиссёр. С 2013 по 2018 год Маккери выступал в качестве режиссёра и сценариста скетчей вечерней юмористической передачи Saturday Night Live. Муж голливудской актрисы Эммы Стоун, с которой он стал одним из основателей продюсерской компании Fruit Tree.

## Ранняя жизнь
Маккери появился на свет в Сан-Диего, штат Калифорния. Он окончил среднюю школу Монро в Монро, штат Висконсин в 2003 году. Позже он учился в Институте фотографии Брукса, однако бросил учёбу после двух лет обучения. Маккери с детства дружит с Кайлом Муни, с которым жил вместе, во время обучения Муни в университете Южной Калифорнии.

## Карьера
В 2007 году Маккери совместно с Муни, Беком Беннетом и Ником Резерфордом основали скетч-комедийную группу Good Neighbor. В 2013 году Good Neighbor сняли пилотный выпуск для Comedy Central — The Good Neighbor Show, спродюсированный Уиллом Ферреллом и Адамом МакКеем под руководством Gary Sanchez Productions. В том же году Маккери присоединился к Saturday Night Live в 39-м сезоне в качестве режиссёра передачи, а Муни и Беннетт вошли в актёрский состав шоу. Маккери покинул шоу в конце 43-го сезона в 2018 году. В 2024 году он вернулся на передачу в качестве режиссёра предварительно снятого скетча «Папирус 2».
Полнометражный режиссёрский дебют Маккери состоялся с выходом комедийно-драматического фильма 2017 года — «Медведь Бригсби» производства The Lonely Island. В фильме снялись Муни, Марк Хэмилл, Грег Киннир, Мэтт Уолш, Микаэла Уоткинс, Хорхе Лендеборг-младший и Райан Симпкинс. Премьера фильма состоялась на кинофестивале «Сандэнс» в январе 2017 года, а в июле 2017 года он был выпущен в прокат компанией Sony Pictures Classics.
В августе 2020 года Маккери стал одним из основателей продюсерской компании Fruit Tree, заключив с A24 двухлетнее соглашение о первом просмотре телевизионных фильмов.

## Личная жизнь
В октябре 2017 начал встречаться с актрисой Эммой Стоун. 4 декабря 2019 пара объявила о помолвке и спустя год они поженились. В январе 2021 пара сообщила о том что они ждут дочь, которая родилась 13 марта 2021 года и была названа в честь бабушки Эммы Стоун, Луиза Джин Маккери.

## Фильмография

### Кино и телевидение
| Год       |    | Русское название                 | Оригинальное название            | Роль                    |
| --------- | -- | -------------------------------- | -------------------------------- | ----------------------- |
| 2010—2013 | вс |                                  | Epic Rap Battles of History      | режиссёр, монтажёр      |
| 2011      | с  | Новые перспективы                | Fresh Perspectives               | режиссёр                |
| 2014      | тф |                                  | SNL Shorts                       | режиссёр                |
| 2016      | с  |                                  | On the Street with Kate B.       | сценарист, продюсер     |
| 2014—2022 | с  | Субботним вечером в прямом эфире | Saturday Night Live              | режиссёр, сценарист     |
| 2017      | ф  | Медведь Бригсби                  | Brigsby Bear                     | режиссёр                |
| 2021      | мс |                                  | Saturday Morning All Star Hits!  | режиссёр, сценарист     |
| 2022      | ф  | Когда ты закончишь спасать мир   | When You Finish Saving the World | продюсер                |
| 2023      | ф  | Проблемный                       | Problemista                      | продюсер                |
| 2023—2024 | с  | Проклятие                        | The Curse                        | исполнительный продюсер |
| 2024      | ф  | Я видел свечение телевизора      | I Saw the TV Glow                | продюсер                |
| 2024      | ф  | Настоящая боль                   | A Real Pain                      | продюсер                |
| 2024      | с  | Фантазмы                         | Fantasmas                        | исполнительный продюсер |
| 2025      | с  | Убийства в йогурт-кафе           | The Yogurt Shop Murders          | исполнительный продюсер |

### Короткометражные фильмы
| Год  | Название            | Режиссёр | Сценарист | Исполнительный продюсер |
| ---- | ------------------- | -------- | --------- | ----------------------- |
| 2007 | My Mom’s a MILF     | Да       | Да        | Да                      |
| 2007 | Is My Roommate Gay? | Да       | Да        | Да                      |
| 2008 | Outrageous Fun      | Да       | Да        | Да                      |
| 2008 | 420 Disaster        | Да       | Нет       | Да                      |
| 2008 | Unbelievable Dinner | Да       | Да        | Да                      |
| 2009 | This Is How We Trip | Да       | Да        | Да                      |
| 2011 | Toast               | Да       | Да        | Да                      |
| 2012 | Christmas Special   | Да       | Нет       | Нет                     |

## Награды и номинации
Полный список наград и номинаций на сайте IMDb.com.
| Награды и номинации                     | Награды и номинации | Награды и номинации | Награды и номинации           | Награды и номинации |
| Награда                                 | Год                 | Категория | Работа                        | Результат           |
| --------------------------------------- | ------------------- | --- | ----------------------------- | ------------------- |
| Каннский кинофестиваль                  | 2017                | «Золотая камера» за лучший дебютный полнометражный фильм                                                                    | «Медведь Бригсби»             | Номинация           |
| «Эмми»                                  | 2016                | «Лучший сценарий варьете» (совместно с членами команды сценаристов шоу)                                                     | «Saturday Night Live»         | Номинация           |
| «Эмми»                                  | 2017                | «Лучший сценарий варьете» (совместно с членами команды сценаристов шоу)                                                     | «Saturday Night Live»         | Номинация           |
| «Эмми»                                  | 2018                | «Лучший сценарий варьете» (совместно с членами команды сценаристов шоу)                                                     | «Saturday Night Live»         | Номинация           |
| «Эмми»                                  | 2024                | «Лучший сценарий варьете» (совместно с членами команды сценаристов шоу)                                                     | «Saturday Night Live»         | Номинация           |
| «Независимый дух»                       | 2025                | «Лучший фильм» (совместно с Али Хертингом, Сэмом Интили, Эммой Стоун и Сарой Уиншолл)                                       | «Я видел свечение телевизора» | Номинация           |
| «Независимый дух»                       | 2025                | «Лучший дебютный фильм» (совместно с Хулио Торресом, Али Хертингом и Эммой Стоун)                                           | «Проблемный»                  | Номинация           |
| «Независимый дух»                       | 2025                | «Лучший новый сценарный сериал» (совместно с Хулио Торресом, Эммой Стоун, Оливией Герке, Алексом Бахом и Дэниелом Пауэллом) | «Фантазмы»                    | Номинация           |
| Международный кинофестиваль в Мельбурне | 2017                | «Лучший повествовательный фильм»                                                                                            | «Медведь Бригсби»             | 5-е место           |
| Премия Гильдии продюсеров США           | 2025                | «Лучшее продюсирование фильма»                                                                                              | «Настоящая боль»              | Номинация           |
| Шанхайский международный кинофестиваль  | 2017                | «Лучший полнометражный фильм»                                                                                               | «Медведь Бригсби»             | Номинация           |
| Кинофестиваль «Сандэнс»                 | 2017                | «Лучший драматический фильм»                                                                                                | «Медведь Бригсби»             | Номинация           |
| Международный кинофестиваль в Сиднее    | 2017                | «Лучший повествовательный фильм»                                                                                            | «Медведь Бригсби»             | 5-е место           |
| Премия Гильдии сценаристов США          | 2016                | «Лучший сценарий скетч-сериала/варьете» (совместно с членами команды сценаристов шоу)                                       | «Saturday Night Live»         | Номинация           |
| Премия Гильдии сценаристов США          | 2017                | «Лучший сценарий скетч-сериала/варьете» (совместно с членами команды сценаристов шоу)                                       | «Saturday Night Live»         | Победа              |
| Премия Гильдии сценаристов США          | 2018                | «Лучший сценарий скетч-сериала/варьете» (совместно с членами команды сценаристов шоу)                                       | «Saturday Night Live»         | Победа              |
| Премия Гильдии сценаристов США          | 2019                | «Лучший сценарий скетч-сериала/варьете» (совместно с членами команды сценаристов шоу)                                       | «Saturday Night Live»         | Номинация           |
| Премия Гильдии сценаристов США          | 2020                | «Лучший сценарий скетч-сериала/варьете» (совместно с членами команды сценаристов шоу)                                       | «Saturday Night Live»         | Номинация           |